# Jussy (Ginebra)
Jussy es una comuna suiza del cantón de Ginebra. Limita al norte con las comunas de Gy y Machilly (FR-74), al este con Saint-Cergues (FR-74) y Juvigny (FR-74), al sur con Presinge, y al oeste con Meinier.
A su fortaleza huyeron los partidarios del obispo católico de Ginebra Pierre de la Baume en 1533, cuando se impuso la reforma en la ciudad. En mayo de 1536 fueron expulsados y la villa pasó a formar parte de la República de Ginebra.